# Koenania flava
Koenania flava là một loài thực vật có hoa trong họ Thiến thảo. Loài này được H.S. Lo mô tả khoa học đầu tiên năm 1998.